# VIP Brother
VIP Brother est une déclinaison bulgare de l'émission télévisée Celebrity Big Brother. Les candidats sont des célébrités locales.
L'émission peut être comparée à Promi Big Brother, Grande Fratello VIP et Celebrity Big Brother UK.

## Présentation

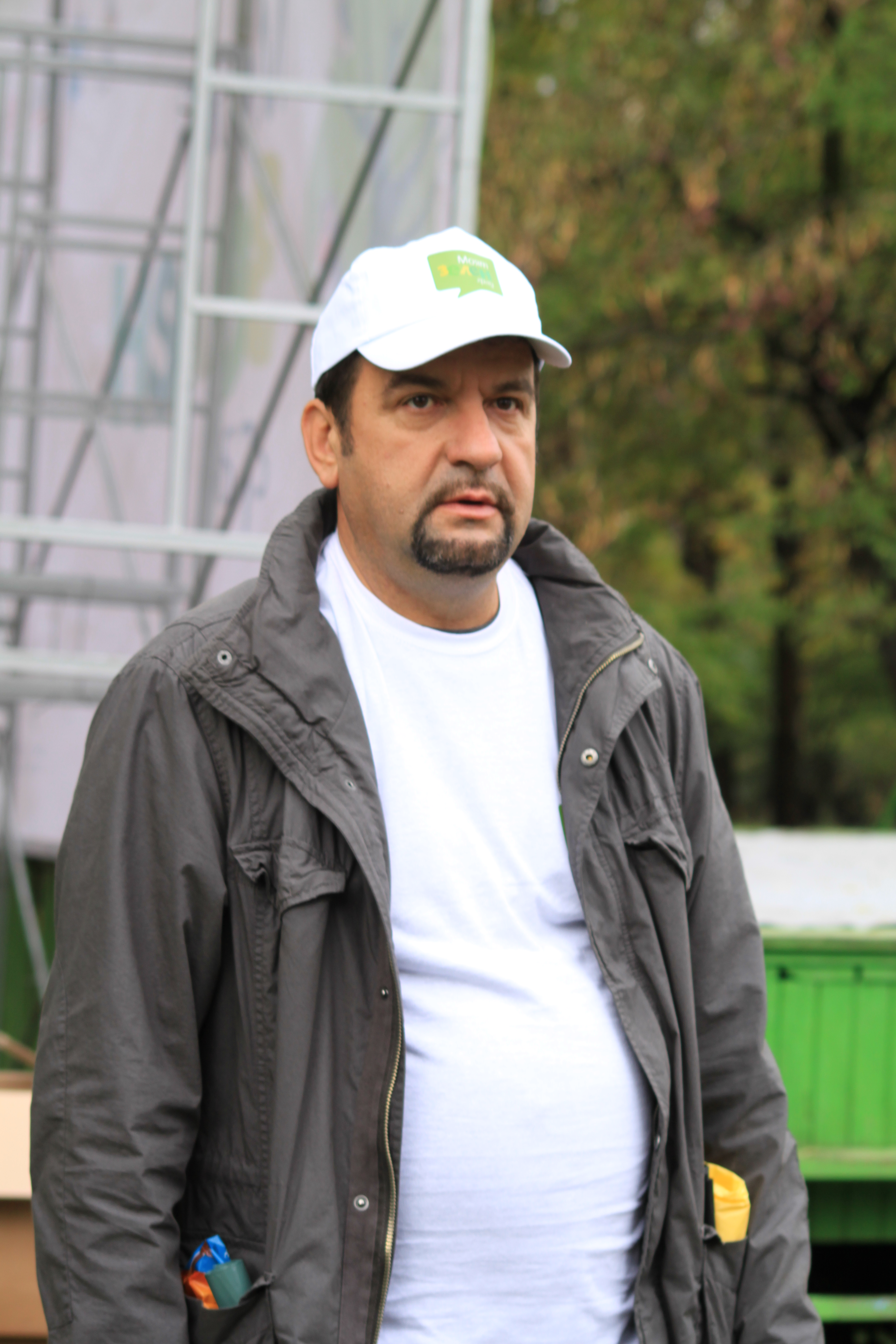
Niki Kanchev.

L'émission est animée depuis 2006 par Niki Kanchev. Aidé à partir de 2012 par Aleksandra Sarchadjieva, et par Azis en 2018. 
Anciennement étaient présents dans le programme Miglena Angelova (2017), Kamelia (2009), Dimitar Rachkov (2009), Maria Ignatova (2009), Evelina Pavlova (2006).

## Déroulement des saisons
| Saison         | Date de lancement | Date de la finale | Nombre de jours | Nombre de célébrités candidates | Vainqueur            |
| -------------- | ----------------- | ----------------- | --------------- | ------------------------------- | -------------------- |
| VIP Brother 1  | 13 mars 2006      | 10 avril 2006     | 29              | 12                              | Konstantin           |
| VIP Brother 2  | 26 mars 2007      | 27 avril 2007     | 33              | 13                              | Hristina             |
| VIP Brother 3  | 16 mars 2009      | 10 mai 2009       | 56              | 17                              | Deyan Slavchev       |
| VIP Brother 4  | 16 septembre 2012 | 17 novembre 2012  | 63              | 16                              | Orlin Pavlov         |
| VIP Brother 5  | 15 septembre 2013 | 17 novembre 2013  | 63              | 17                              | Stanka Zlateva       |
| VIP Brother 6  | 15 septembre 2014 | 17 novembre 2014  | 64              | 18                              | Vladislav Karamfilov |
| VIP Brother 7  | 13 septembre 2015 | 13 novembre 2015  | 62              | 15                              | Georgi Tashev        |
| VIP Brother 8  | 11 septembre 2016 | 11 novembre 2016  | 62              | 19                              | Miglena Angelova     |
| VIP Brother 9  | 11 septembre 2017 | 10 novembre 2017  | 61              | 18                              | Yonislav Yotov       |
| VIP Brother 10 | 10 septembre 2018 | Novembre 2018     | 54              | 17                              | Atanas Kolev         |

Légende :
- Vainqueur du jeu
- Deuxième du jeu
- Troisième du jeu
- Abandon du jeu
- Exclu du jeu
- Arrivé plus tard dans le jeu

### Saison 4 (2012)
L'actrice canado-américaine Pamela Anderson est invitée durant trois jours, du 2e au 4e.

### Saison 5 (2013)
La jet setteuse et DJ américaine Paris Hilton est invitée durant quelques jours à partir du 2e. 

### Saison 8 (2016)
L'ancien boxeur américain Mike Tyson est invité durant quelques jours, du 23e au 26e.

### Saison 10 (2018)
La saison 10 a été diffusée du 10 septembre 2018 au 2 novembre 2018.
- Stefan est le mari de Gala de la saison 3.
- Mira est la femme de Georgi Tornev de la saison 8.
- Veselin est le fiancé de Mariana Popova de la saison 4.

| Colocataire               | Occupation                         | Entrée jour | Sortie jour | Résultat  |
| ------------------------- | ---------------------------------- | ----------- | ----------- | --------- |
| Atanas Kolev              | Rappeur                            | 1           | 54          | Vainqueur |
| Konstantin Trendafilov    | Chanteur et écrivain               | 1           | 54          | Deuxième  |
| Stefan Nikolov            | Businessman                        | 1           | 54          | Troisième |
| Petko Dimitrov            | Businessman                        | 1           | 54          | Quatrième |
| Bozhana Katsarova         | Gagnante de MasterChef 3           | 1           | 54          | Cinquième |
| Vanya Kostova             | Chanteuse                          | 1           | 53          | Éliminée  |
| Richard Velichkov         | Mannequin et professeur de fitness | 1           | 52          | Éliminé   |
| Lora Karadzhova           | Chanteuse                          | 1           | 52          | Éliminée  |
| Mira Dobreva              | Personnalité de télévision         | 1           | 50          | Éliminée  |
| Rosemary Tisher           | Mannequin                          | 1           | 43          | Éliminée  |
| Valentin Kulagin          | Maquilleur de célébrités           | 1           | 36          | Exclu     |
| Genoveva "Eva" Naydenova  | Chanteuse membre du groupe Tonika  | 1           | 29          | Éliminée  |
| Denislava "Diona" Sashova | Rappeuse                           | 1           | 22          | Éliminée  |
| Veselin Plachkov          | Acteur et fiancé de Mariana Popova | 1           | 18          | Abandon   |
| Ivan "Vanko 1" Glavchev   | Rappeur                            | 1           | 16          | Abandon   |
| Yana Akimova-Dimitrova    | Chorégraphe                        | 1           | 10          | Abandon   |
| Nora Nedkova              | Mannequin et playmate              | 1           | 8           | Éliminée  |